# Calyptranthes limoncillo
Calyptranthes limoncillo är en myrtenväxtart som beskrevs av Brother Alain. Calyptranthes limoncillo ingår i släktet Calyptranthes och familjen myrtenväxter. Inga underarter finns listade i Catalogue of Life.